# Radewege Siedlung
Radewege Siedlung ist ein Wohnplatz in der Gemeinde Beetzsee. Dieser liegt relativ zentral an der Landesstraße 98. Weiterhin führt eine Verbindungsstraße ins benachbarte Hohenferchesar. Der Übergang vom Ortsteil Brielow nach Radewege Siedlung ist kontinuierlich. Beide sind lediglich durch Ortsschilder voneinander getrennt. Radewege Siedlung liegt südlich des Schwarzen Bergs. Unmittelbar östlich, zwischen Radewege Siedlung und dem Kerndorf Radewege gibt es eine Gruppe ehemaliger Tongruben beziehungsweise anthropogener See, die Radewege Erdelöcher, die als Geschützter Landschaftsbestandteil unter Schutz gestellt sind. Die Siedlung selbst ist Teil des Naturparks Westhavelland, die Umgebung des Landschaftsschutzgebietes Westhavelland.